# Lindsey Graham
Lindsey Olin Graham (Central (South Carolina), 9 juli 1955) is een Amerikaanse politicus. Hij is een Republikeins senator voor South Carolina sinds 2003.

## Levensloop
De vader en moeder van Graham overleden toen hij 22 jaar oud was. Daardoor moest hij gedeeltelijk voor de opvoeding van zijn jongere zuster instaan. Graham studeerde aan de University of South Carolina en behaalde daar in 1981 een bachelor in de psychologie, en aan dezelfde school in 1981 een master in de rechten. Na zijn studies werd hij advocaat. Graham is nooit getrouwd.
Graham nam van 1982 tot 1988 dienst in de Amerikaanse luchtmacht. Daarna diende hij bij de Nationale Garde van South Carolina. Tijdens de Tweede Golfoorlog van 1990-91 werd hij weer in dienst geroepen, waarbij hij als rechtsadvocaat diende. Hij wijdde onder andere vertrekkende piloten in in de regels van het oorlogsrecht. Graham behaalde uiteindelijk de rang van kolonel.

## Huis van Afgevaardigden
In 1992 werd Graham gekozen in het Huis van Afgevaardigden van de staat South Carolina. Hij had hierin slechts één termijn zitting en werd daarna gekozen in het Amerikaanse Huis van Afgevaardigden. Graham won snel aan naam, omdat hij lid was van het Judiciary Committee tijdens de impeachment van president Bill Clinton in 1998. Het Huis van Afgevaardigden nam twee impeachment-artikelen aan. Deze werden vervolgens ook in de senaat behandeld. Dit leverde Graham landelijke bekendheid op, ondanks het feit dat de senaat Clinton uiteindelijk niet afzette.
Hij heeft senator John McCain gesteund in diens strijd om het presidentschap. Bij de presidentsverkiezingen in 2008 deed hij dat weer.

## Senaat
In 2002 werd Graham in de senaat gekozen. Daar staat hij bekend om de onafhankelijke rol die hij speelt. Sommigen zien hem als conservatief, maar hij heeft een reputatie opgebouwd door verschillende malen tegen de partijlijn in te gaan. Het is bekend dat hij openstaat voor compromissen.

### Bende van veertien
Op 23 mei 2005 was Graham een van veertien senatoren, ook bekend als de bende van 14, die een compromis sloot over het gebruik van een filibuster bij gerechtelijke benoeming. De Democratische senatoren John Kerry en Edward Kennedy probeerden een stemming over de benoeming van een aantal rechters, voor onder andere het Hooggerechtshof, te voorkomen door een filibuster in te zetten. Deze procedurele zet vereist 41 stemmen tegen het sluiten van het debat en wordt vaak ingezet om te voorkomen dat een wet waarvoor er wel een gewone meerderheid is, wordt aangenomen. De Republikeinen hadden echter al in mei gedreigd om de nuclear option in te zetten, waardoor ze de Democraten de mogelijkheid zouden ontnemen om de filibuster in te zetten.
Een confrontatie daarover werd echter voorkomen door een compromis tussen 14 senatoren, waarin zeven Democraten beloofden de filibuster slechts in buitengewone omstandigheden in te zetten, en zeven Republikeinen beloofden tegen de nuclear option te zullen stemmen.

### Gevangenen op Guantánamo Bay
In juli 2005 voorkwam Graham dat memorandums van leger-juristen werden vrijgegeven, waarin ze hun bezorgdheid uitspraken over ondervragingstechnieken die toegepast werden op gevangenen op Guantánamo Bay.
Graham probeerde ook het Hooggerechtshof van diens jurisdictie over de gevangenen op Guantánamo Bay te ontdoen, maar een poging hiertoe strandde in de senaat. Hij kon wel rekenen op veel kritiek van mensenrechtenorganisaties en rechtsgeleerden.
In februari 2006 raakte Graham samen met senator Jon Kyl in opspraak in deze zaak, omdat zij het Hooggerechtshof zouden hebben misleid door in de zaak Hamdan vs. Rumsfeld achter te houden dat de bevoegdheid van het Hooggerechtshof in een aantal gevallen zou worden ontnomen door middel van de Detainee Treatment Act.

### Klimaatverandering
Op 10 december 2009 diende Graham samen met de senatoren John Kerry en Joe Lieberman een brief in bij president Barack Obama waarin hij zijn steun uitsprak voor een wet die klimaatverandering tegen zou gaan. In een later stadium keerde hij zich echter tegen de wet, omdat hij vond dat wetenschappers te hard van stapel waren gelopen met betrekking tot klimaatverandering. Hij kondigde aan tegen de wet te zullen stemmen, omdat er te veel beperkingen in waren opgenomen die het boren naar olie op zee onmogelijk maakten.

### Presidentsverkiezingen 2016
In 2015 stelde Graham zich kandidaat voor het presidentschap. Na een aantal maanden en een slechte positie in de peilingen, trok hij zich terug en sprak zijn steun uit voor Jeb Bush.

### Onderzoek Mueller
In het kader van het onderzoek van voormalig FBI-directeur Robert Mueller naar de invloed van Rusland op de Amerikaanse presidentsverkiezingen van 2016 en de suggestie van president Donald Trump om dit onderzoek te staken, heeft Graham in 2018 het volgende gezegd: "Als hij Mueller probeert te ontslaan, is het eind van zijn presidentschap begonnen."

### Steunpilaar van Trump
Tijdens de presidentsverkiezingen in 2016 omschreef Graham Trump als "idioot" en een "mafketel". Na diens aantreden als president groeide Graham uit tot een van Trumps belangrijkste steunpilaren in de Senaat. Hij verdedigde een groot deel van Trumps beleid. Hooguit op het terrein van de buitenlandse politiek was hij soms kritisch. Zo veroordeelde hij Trumps besluit in oktober 2019 om de Amerikaanse troepen terug te trekken uit Syrië. Zijn steun voor Trump maakte Graham tot een belangrijk doelwit voor de Democraten tijdens de Senaatsverkiezingen in 2020. Zijn opponent Jaime Harrison vormde uiteindelijk geen echte bedreiging. Na de presidentsverkiezingen zou Graham de minister van Binnenlandse Zaken van Georgia, zijn partijgenoot Brad Raffensperger, hebben verzocht om poststemmen ongeldig te verklaren, zodat Trump als winnaar naar voren zou komen in de staat. Na de bestorming van het Capitool door Trump-aanhangers nam Graham afstand van de president. Op de Senaatsvloer sprak hij: "Ik denk dat hij een belangrijke president is geweest. Maar vandaag kan ik enkel zeggen: ik doe niet meer mee, genoeg is genoeg". Richting de Amerikaanse presidentsverkiezingen van 2024 kon Trump echter weer rekenen op de steun van Graham "omdat ik weet wat ik krijg".

### Rusland
Na de inval van Rusland in Oekraïne baarde Graham opzien met zijn oproep aan Russische soldaten om Vladimir Poetin te vermoorden. Na de dood van de dissident Aleksej Navalny in Russische gevangenschap riep Graham op om Rusland te plaatsen op de lijst van staatssponsoren van terrorisme. Plaatsing op die lijst betekent dat er sancties ingesteld worden, bijvoorbeeld als het gaat om de levering van militair materiaal. Rusland plaatste Graham in februari 2024 op de terreurlijst. Een jaar eerder had ze al een internationaal arrestatiebevel tegen de senator uitgevaardigd.
In maart 2025 stelde hij dat de Oekraïense president Volodymyr Zelensky beter kon aftreden. Dat was kort na de geruchtmakende ontmoeting tussen Zelensky en president Donald Trump en vicepresident J.D. Vance.  Vooraf had Graham Zelensky gewaarschuwd om zich niet uit de tent te laten lokken ("Don't take the bait").
Alabama: Tuberville (R) · Britt (R)
Alaska: Murkowski (R) · Sullivan (R)
Arizona: Kelly (D) · Gallego (D)
Arkansas: Boozman (R) · Cotton (R)
Californië: Padilla (D) · Schiff (D)
Colorado: Bennet (D) · Hickenlooper (D)
Connecticut: Blumenthal (D) · Murphy (D)
Delaware: Coons (D) · Blunt Rochester (D)
Florida: R. Scott (R) · Moody (R)
Georgia: Ossoff (D) · Warnock (D)
Hawaï: Schatz (D) · Hirono (D)
Idaho: Crapo (R) · Risch (R)
Illinois: Durbin (D) · Duckworth (D)
Indiana: Young (R) · Banks (R)
Iowa: Grassley (R) · Ernst (R)
Kansas: Moran (R) · Marshall (R)
Kentucky: McConnell (R) · Paul (R)
Louisiana: Cassidy (R) · Kennedy (R)
Maine: Collins (R) · King (O)
Maryland: Van Hollen (D) · Alsobrooks (D)
Massachusetts: Warren (D) · Markey (D)
Michigan: Peters (D) · Slotkin (D)
Minnesota: Klobuchar (D) · Smith (D)
Mississippi: Wicker (R) · Hyde-Smith (R)
Missouri: Hawley (R) · Schmitt (R)
Montana: Daines (R) · Sheehy (R)
Nebraska: Fischer (R) · Ricketts (R)
Nevada: Cortez Masto (D) · Rosen (D)
New Hampshire: Shaheen (D) · Hassan (D)
New Jersey: Booker (D) · Kim (D)
New Mexico: Heinrich (D) · Luján (D)
New York: Schumer (D) · Gillibrand (D)
North Carolina: Tillis (R) · Budd (R)
North Dakota: Hoeven (R) · Cramer (R)
Ohio: Moreno (R) · Husted (R)
Oklahoma: Lankford (R) · Mullin (R)
Oregon: Wyden (D) · Merkley (D)
Pennsylvania: Fetterman (D) · McCormick (R)
Rhode Island: Reed (D) · Whitehouse (D)
South Carolina: Graham (R) · T. Scott (R)
South Dakota: Thune (R) · Rounds (R)
Tennessee: Blackburn (R) · Hagerty (R)
Texas: Cornyn (R) · Cruz (R)
Utah: Lee (R) · Curtis (R)
Vermont: Sanders (O) · Welch (D)
Virginia: Warner (D) · Kaine (D)
Washington: Murray (D) · Cantwell (D)
West Virginia: Moore Capito (R) · Justice (R)
Wisconsin: Johnson (R) · Baldwin (D)
Wyoming: Barrasso (R) · Lummis (R)
(D): Democraat · (R): Republikein · (O): Onafhankelijk
- International Standard Name Identifier: 0000 0000 5207 0415
- Library of Congress Control Number: no99048000
- SNAC: w6m14xjm
- Biographical Directory of the United States Congress: G000359
- Virtual International Authority File: 2101564
- WorldCat: E39PBJvRYgdTB9XPpJWJfykbh3